# Никольское (Фурмановский район)
Никольское — село Фурмановского района Ивановской области, входит в состав Широковского сельского поселения. 

## География
Село расположено на берегу реки Шача, с юга примыкает к райцентру городу Фурманов.

## История
В XVII веке по административно-территориальному делению село входило в Костромской уезд в волость Шухомаш. По церковно-административному делению приход относился к Плесской десятине. В 1620 году упоминается церковь «Великаго чудотворца Николая в селе Никольском». В 1560 году село упоминается в духовной грамоте окольничего Семена Дмитриевича Пешкова Сабурова: «Да что моя вотчина сельцо Никольское в Шухомаше в Черной волости, а в нем церковь Никола чуд. да теплая церковь Афонаси Великий и Кирил и яз то селцо и здеревнями даю сестре своей Иванове жене Ондреевич Жулебина Федосие да ее детем Офанасю да Борис да Офонасю меньшому им душа моя поминати как их вразумит...». В 1678 году «в селе Никольском церковь Успения Пречистыя Богородицы да в приделе чуд. Николая».
Каменная Успенская церковь в селе с колокольней и оградой построена в 1849 году на средства прихожан. Кладбище при церкви было обнесено каменной оградой, расширенной в 1881 году; при кладбище часовня-усыпальница. Престолов было три: в холодной — в честь Успения Божией Матери, в теплой — во имя святителя Николая Чудотворца и во имя святителя Иоанна Златоустого.
В конце XIX — начале XX века село входило в состав Середской волости Нерехтского уезда Костромской губернии, с 1918 года — в составе Середского уезда Иваново-Вознесенской губернии.
С 1929 года село являлось центром Никольского сельсовета Середского района Ивановской области, с 1954 года — в составе Широковского сельсовета, с 2005 года — в составе Широковского сельского поселения.

## Население
| 1872 | 1897 | 1907 | 2002 | 2010 |
| ---- | ---- | ---- | ---- | ---- |
| 208  | ↗218 | ↘185 | ↘132 | ↗168 |